# Avery Johnson
Avery Johnson (Nova Orleães, 25 de março de 1965) é um ex-jogador de basquete norte-americano. Ele foi campeão da Temporada da NBA de 1998-99 jogando pelo San Antonio Spurs.